# 下施泰讷巴赫
下施泰讷巴赫是德国莱茵兰-普法尔茨州的一个市镇。总面积0.79平方公里，总人口173人，其中男性71人，女性102人（2011年12月31日），人口密度219人/平方公里。